# Овчинников, Алексей Владимирович
Алексе́й Влади́мирович Овчи́нников (2 апреля 1950, Москва — 16 ноября 2008, Москва) — советский футболист, защитник. Мастер спорта СССР.

## Карьера
Воспитанник ДЮСШ московского «Спартака», в котором в 1967 году сыграл 8 встреч в турнире дублёров, а затем начал и взрослую карьеру в 1968 году, дебютировав 16 апреля в Высшей лиге СССР, где всего провёл в том сезоне 2 матча. В составе «красно-белых» затем находился до 1971 года, однако на поле больше в чемпионате не выходил, приняв участие лишь в 1 игре Кубка в сезоне 1971 года, когда клуб стал обладателем трофея.
С 1972 по 1973 год выступал за минское «Динамо», провёл 11 встреч в чемпионате и 3 поединка в Кубке СССР. С 1974 по 1978 год защищал цвета московского «Локомотива», в 147 матчах в чемпионатах и первенстве за это время забил 15 голов, и 16 встреч сыграл в Кубке СССР, где забил 2 мяча с пенальти, «отличился» 1 автоголом и в сезоне 1978 года стал полуфиналистом турнира. В 1974 году стал победителем Первой лиги СССР. Был капитаном команды в 1978 году.
С 1979 по 1980 год играл за «Кубань», в составе которой провёл 35 матчей и забил 6 мячей в первенстве 1979 года, чем помог команде стать серебряным призёром Первой лиги. В сезоне 1980 года продолжал находиться в составе «жёлто-зелёных», однако в чемпионате СССР на поле не выходил, сыграв лишь 2 встречи в Кубке.
Доигрывал сезон в тольяттинском «Торпедо», за которое выступал до 1981 года, проведя за это время 50 матчей и забив 18 голов в первенстве, и ещё сыграв 2 встречи и забив 1 мяч в Кубке СССР. В сезоне 1982 год играл за клуб «Янгиер», в 8 матчах отметился 1 голом. С 1983 по 1988 год выступал в составе московской любительской команды «Фили».

## Достижения
- Полуфиналист Кубка СССР: 1978
- Победитель Первой лиги СССР: 1974
- 2-е место в Первой лиге СССР (выход в Высшую лигу): 1979
- Победитель Кубка РСФСР: 1980

## После карьеры
Участвовал в различных любительских ветеранских турнирах.